# Троилинский переулок
Трои́линский переу́лок — небольшая улица в центре Москвы, самый дальний Арбатский переулок, расположенный в одноимённом районе между Арбатом и Карманицким переулком. Здесь находится станция метро «Смоленская» Арбатско-Покровской линии.

## Происхождение названия
Во второй половине XVIII века на этом месте образовался Смоленский рынок с трактирами, кабаками, мясными и рыбными лавками. Здесь в 1764 году купец Иван Михайлов Троилин (1724—1793) купил двор за 4500 рублей, — большие деньги по тем временам. Его династия продолжилась: сын Николай Иванович (1786—1844) окончил коммерческое училище, стал купцом 1-й гильдии, в 1817—1820 гг. староста Смоленского Троицкого храма. Дочь Александра Николаевна (1821—1879) в 19 лет ушла в монахини, впоследствии настоятельница Страстного, затем Алексеевского монастырей в Москве. О ней оставлены интересные воспоминания.

## Описание
Троилинский переулок начинается от Арбата напротив Денежного переулка недалеко от Садового кольца, проходит на север до Карманицкого переулка. Слева от переулка находится выход станции метро «Смоленская» Арбатско-Покровской линии.

## Здания и сооружения
По нечётной стороне:
- Дом 3 —

Кирпичный 5-этажный дом. С 1740-х годов и до начала XX века здесь находились торговые рыночные ряды. В 1928 году на их месте был построен дом для кооператива «Московское объединение». Здание имело 5 этажей, в первом размещался Торгсин (позже гастроном «Смоленский»). Тогда же появился и жилой дом в Троилинском переулке с коммунальными квартирами. Изначально планировка предусматривала общий коридор, из которого можно попасть в комнаты, на каждой площадке было две квартиры, ванных комнат не было. В 1946 году здание было надстроено пятым этажом, в 1950-х со стороны двора пристроена лифтовая шахта. В этом доме в 1929 году в коммуналке жил писатель Евгений Петров, брат Валентина Катаева, соавтор известного романа «Двенадцать стульев», как раз женившийся на дочери чаеторговца Леонтия Исидоровича Грюнзайда (расстрелянного в 1938) — Валентине (1910—1991). Потом молодожёны переехали в Кропоткинский переулок. В Троилинском они с Ильфом писали «Золотого телёнка». Евгений Петров вспоминал: «Писать было трудно, денег было мало. Мы вспоминали о том, как легко писались „12 стульев“, и завидовали собственной молодости. Когда садились писать, в голове не было сюжета. Его выдумывали медленно, упорно. Идея денег, не имеющих моральной ценности». Жизнь молодых писателей в коммуналках нашла своё гротесковое отражение в романе.
- Дом 5 —

По чётной стороне:
- Дом 4/7 —

Жилой 5-этажный кирпичный дом, построен в 1959 году.